# Alt de la Barcella
L'Alt de la Barcella és una muntanya de 1.210 metres d'altura, ubicada al terme municipal de Banyeres de Mariola, a l'Alcoià. És el cim més alt de Serra d'Onil.